# Kutlug II
Alp Qutluq Külüg Bilge Qaghan — septième khagan du Khaganate ouïghour et premier du clan Ädiz. Le titre que lui ont donné les Tang était Huaixin Qaghan (Chinois: 懷信可汗).

## Biographie
Il est né dans la Maison princière des Ädiz, il est devenu orphelin dès son plus jeune âge et adopté par le clan Yaglakar. Il gravit rapidement les échelons grâce à sa réflexion stratégique et son talent rhétorique. Il fut nommé grand chancelier ( İl Ögesi en vieux ouïghour ) avec le titre d'Inanchu Bilge vers 782. C'est lui qui a rencontré l'ambassade chinoise et qui a ramené le corps de l'oncle de Tun Baga Tarkhan. Il était également présent en tant que chef de la délégation à Chang'an lors de la cérémonie de mariage de Qaghan et de la princesse Xian'an (咸安公主) en 788. Il commanda l'armée ouïghoure contre les Tibétains qui furent aidés par le dirigeant de l'État de Karluk Yabgu, Alp Burguchan qui unifia les Chigils, les Bulaqs et les Shatuo, près de Beshbaliq en 790. En conséquence, Yang Xigu (楊襲古), commandant du protectorat de Beiting, s'est suicidé. Bien que des sources chinoises affirment que c'est Inanchu qui l'a tué en novembre 791. Il fut nommé régent de Qutluq Bilge Qaghan puisqu'il était mineur en 790.

## Règne
Après la mort prématurée de Qutluq Bilge, il lui succéda au Khanat lors du Qurultay. Il n'a pas changé son nom de famille pour celui d'origine mais a gardé le nom Yaglakar, néanmoins il a exilé tous les princes restants des branches de cadets à Chang'an. L'un de ses premiers actes fut d'adopter à nouveau le manichéisme comme religion d'État en 803, après une visite au temple manichéen de Qocho. Selon Colin Mackerras et Takao Moriyasu, il n'eut aucune relation avec la Chine jusqu'en 805, ce qui conduisit les historiens chinois à croire que Khagan mourut en 805,. Cela fut encore prouvé par surprise à la cour chinoise lorsqu'ils furent témoins de manichéens parmi l'ambassade en 806. Qaghan a demandé la réouverture des temples manichéens en Chine.
Son règne voit l'expansion territoriale du khaganat, l'assujettissement des Kirghizes Ienisseï, la défaite de l'État de Karluk Yabgu et de l'empire tibétain dans le bassin du Tarim, la conquête de Beshbaliq en 790, de Karashar et de Kucha en 798. La nouvelle frontière occidentale était la rivière Syr-Daria. Il a peut-être aussi aidé Rafi ibn al-Layth contre les Abbassides.

## Décès
Il mourut quelque temps après mars 808 et fut suivi par Baoyi Qaghan.